# Emmanuelle Caron
Emmanuelle Caron est une écrivaine franco-québécoise née à Suresnes en 1975.

## Biographie
Née Emmanuelle Merlet, elle grandit à Paris et en Bretagne, principalement à Camaret-sur-Mer, d'où sa famille du côté maternel est originaire. Agrégée de Lettres, elle s'installe au Québec en 2002. Elle enseigne la littérature et le théâtre au Collège international Marie-de-France, à Montréal. Après plusieurs ouvrages jeunesse et un recueil de poésie, elle fait publier un premier roman, Tous les âges me diront bienheureuse, en 2017. En 2021, elle fait publier une pièce de théâtre intitulée Le chant de l'infirmière chez Hamac.

## Œuvre

### Romans
- Eugénia et la bouche de la vérité, Paris, École des loisirs, 2011, 180 p.  (ISBN 978-2-211-20439-2)
- Eugénia et le crépuscule des fées, Paris, École des loisirs, 2011, 193 p.  (ISBN 978-2-211-20731-7)
- Gladys et Vova, Paris, École des loisirs, 2013, 208 p.  (ISBN 978-2-211-21193-2) [3]
- Lorelei en Finistère, Paris, École des loisirs, 2014, 206 p.  (ISBN 978-2-211-21724-8)
- Tous les âges me diront bienheureuse, Paris, Grasset, 2017, 269 p.  (ISBN 978-2-246-81362-0)
- Les Lois du jour et de la nuit, Montréal, Héliotrope, 2020, 250 p.  (ISBN 978-2-898-22017-3)

### Poésie
- De ma main brûlée, Montréal, Le Noroît, 2012, 64 p.  (ISBN 978-2-89018-747-4)

### Théâtre
- Le Chant de l'infirmière, Montréal, Hamac, 2021, 96 p.  (ISBN 9782925087243)

## Prix et honneurs
- 2012 : Chevalier des arts et lettres
- 2013 : Finaliste du Prix du gouverneur général pour Gladys et Vova [4]